# Euphyia inangulata
Euphyia inangulata là một loài bướm đêm trong họ Geometridae.